# 河南广播电视台公共频道
河南广播电视台公共频道是河南广播电视台下属的一个电视频道，前身为河南有线电视台于2001年1月1日开播的服务频道，同年7月并入河南电视台，现为河南广播电视台8频道。

## 简介
公共频道属于公益性政策频道，以“爱心、帮助、公益、慈善”为定位理念。每天播出20个小时，主要节目有新闻、专题、文艺、旅游、电视剧、电影，以及引进国内外的优秀栏目。

## 主要节目
- 《百姓》（公共频道的旗舰节目，分为《百姓调解》和《百姓315》（原《百姓关注》）两大部分）
- 《百姓夜事》
- 《一拍即合》
- 《百姓问诊》
- 《晚间剧场》
- 《公共剧场》
- 《百姓问政》
- 《幸福密码》
- 《家有名医》